# Byttneria subsessilis
Byttneria subsessilis är en malvaväxtart som beskrevs av C.L. Cristobal. Byttneria subsessilis ingår i släktet Byttneria och familjen malvaväxter. Inga underarter finns listade i Catalogue of Life.